# Esgos
Esgos è un comune spagnolo di 1 294 abitanti situato nella comunità autonoma della Galizia.